# شيرلي ماسون
شيرلي ماسون (بالإنجليزية: Shirley Mason )‏ (و. 1900 – 1979 م) هي ممثلة، وممثلة أفلام أمريكية، ولدت في بروكلين، بدأت مشوارها المهني سنة 1910، توفيت في لوس أنجلوس، عن عمر يناهز 79 عاماً، بسبب سرطان.

## وصلات خارجية
- شيرلي ماسون على موقع IMDb (الإنجليزية)
- شيرلي ماسون على موقع ألو سيني (الفرنسية)
- شيرلي ماسون على موقع أول موفي (الإنجليزية)
- شيرلي ماسون على موقع قاعدة بيانات الأفلام السويدية (السويدية)
- شيرلي ماسون على موقع قاعدة بيانات الفيلم (الإنجليزية)
- شيرلي ماسون على موقع كينوبويسك (الروسية)